# U-409
| U-409                      | U-409                                                          | U-409                                                          |
| -------------------------- | -------------------------------------------------------------- | -------------------------------------------------------------- |
|                            |                                                                |                                                                |
|                            |                                                                |                                                                |
|                            |                                                                |                                                                |
| Під прапором               | Третій рейх                                                    | Третій рейх                                                    |
| Спуск на воду              | 23 вересня 1941 року                                           | 23 вересня 1941 року                                           |
| Виведений зі складу флоту  | 12 липня 1943 року                                             | 12 липня 1943 року                                             |
| Сучасний статус            | затоплений                                                     | затоплений                                                     |
| Проєкт                     |                                                                |                                                                |
| Тип ПЧ                     | Торпедний ДПЧ                                                  | Торпедний ДПЧ                                                  |
| Основні характеристики     |                                                                |                                                                |
| Швидкість (надводна)       | 17,7 вузлів                                                    | 17,7 вузлів                                                    |
| Швидкість (підводна)       | 7,6 вузлів                                                     | 7,6 вузлів                                                     |
| Робоча глибина занурення   | 100 м                                                          | 100 м                                                          |
| Гранична глибина занурення | 220 м                                                          | 220 м                                                          |
| Екіпаж                     | 49 осіб                                                        | 49 осіб                                                        |
| Розміри                    |                                                                |                                                                |
| Довжина найбільша (по КВЛ) | 67,1 м                                                         | 67,1 м                                                         |
| Ширина корпусу найб.       | 6,2 м                                                          | 6,2 м                                                          |
| Висота                     | 9,6 м                                                          | 9,6 м                                                          |
| Середня осадка (по КВЛ)    | 4,70 м                                                         | 4,70 м                                                         |
| Водотоннажність надводна   | 769 т                                                          | 769 т                                                          |
| Озброєння                  |                                                                |                                                                |
| Артилерія                  | одна палубна гармата калібру 88-мм, одна 20-мм зенітна гармата | одна палубна гармата калібру 88-мм, одна 20-мм зенітна гармата |
| Торпедно- мінне озброєння  | 4 носових і один кормовий ТА. 14 торпед                        | 4 носових і один кормовий ТА. 14 торпед                        |

U-409 — німецький підводний човен типу VIIC, часів Другої світової війни.
Замовлення на будівництво човна було віддане 30 жовтня 1939 року. Човен був закладений на верфі суднобудівної компанії "Danziger Werft AG " у Данцигу 26 жовтня 1940 року під заводським номером 110, спущений на воду 23 вересня 1941 року, 21 січня 1942 року увійшов до складу 5-ї флотилії. Також за час служби входив до складу 9-ї та 29-ї флотилій. Єдиним командиром човна був оберлейтенант-цур-зее Ганс-Фердинанд Массманн.
Човен зробив 6 бойових походів, в яких потопив 4 (загальна водотоннажність 24 961 брт) судна та пошкодив 1 судно.
Потоплений 12 липня 1943 року у Середземному морі північно-східніше Алжиру (37°12′ пн. ш. 04°00′ сх. д. / 37.200° пн. ш. 4.000° сх. д.) глибинними бомбами британського есмінця «Інконстант». 11 членів екіпажу загинули, 37 врятовані.

## Потоплені та пошкоджені кораблі[3]
| Назва          | Тип                | Належність      | Дата           | Тоннаж (БРТ) | Вантаж                                                           | Статус     | Місце                                                       |
| Bullmouth      | танкер             | Велика Британія | 30 жовтня 1942 | 7 519        | Баласт                                                           | пошкоджено | 33°20′ пн. ш. 18°25′ зх. д. / 33.333° пн. ш. 18.417° зх. д. |
| Silverwillow   | суховантажне судно | Велика Британія | 30 жовтня 1942 | 6 373        | 9 000 т генеральних вантажів                                     | потоплено  | 35°08′ пн. ш. 16°44′ зх. д. / 35.133° пн. ш. 16.733° зх. д. |
| Malantic       | суховантажне судно | США             | 9 березня 1943 | 3 837        | 4 300 т амуніції, бомб та генеральних вантажів                   | потоплено  | 58°37′ пн. ш. 22°32′ зх. д. / 58.617° пн. ш. 22.533° зх. д. |
| Rosewood       | танкер             | Велика Британія | 9 березня 1943 | 5 989        | Нафта                                                            | потоплено  | 58°37′ пн. ш. 22°32′ зх. д. / 58.617° пн. ш. 22.533° зх. д. |
| City of Venice | пасажирське судно  | Велика Британія | 4 липня 1943   | 8 762        | 302 військових, 700 т військового обладнання та 1 десентне судно | потоплено  | 34°44′ пн. ш. 01°25′ сх. д. / 34.733° пн. ш. 1.417° сх. д.  |